# Conférence internationale sur le sida
La Conférence internationale sur le SIDA (en anglais International AIDS Conference) est l'événement mondial majeur qui rassemble des experts, des chercheurs et des militants du monde afin de discuter des dernières avancées et des politiques de lutte contre le VIH/SIDA. Elle se tient tous les deux ans et réunit des milliers de participants,.

## Historique
En juin 1981, les premiers cas de ce qui devienda après le SIDA sont identifiés à Los Angeles chez cinq jeunes hommes homosexuels atteints d’une pneumocytose, une maladie pulmonaire grave,. D’autres décès liés à des maladies opportunistes sont rapidement identifiés, notamment chez les usagers de drogues par voie intraveineuse et dans certaines régions d’Afrique et d’Haïti. Des épidémiologistes américains ont alors élaboré une première théorie des origines du sida la nommait la maladie des 4H (héroïnomanes, homosexuels, hémophiles et Haïtiens).
En 1982, la maladie est renommée : Syndrome d’immunodéficience acquise (en anglais, Acquired Immunodeficiency Syndrome). En 1983, une équipe de chercheurs français de l’Institut Pasteur de Paris, composée de Françoise Barré-Sinoussi, Luc Montagnier et Jean-Claude Chermann, isole le VIH.

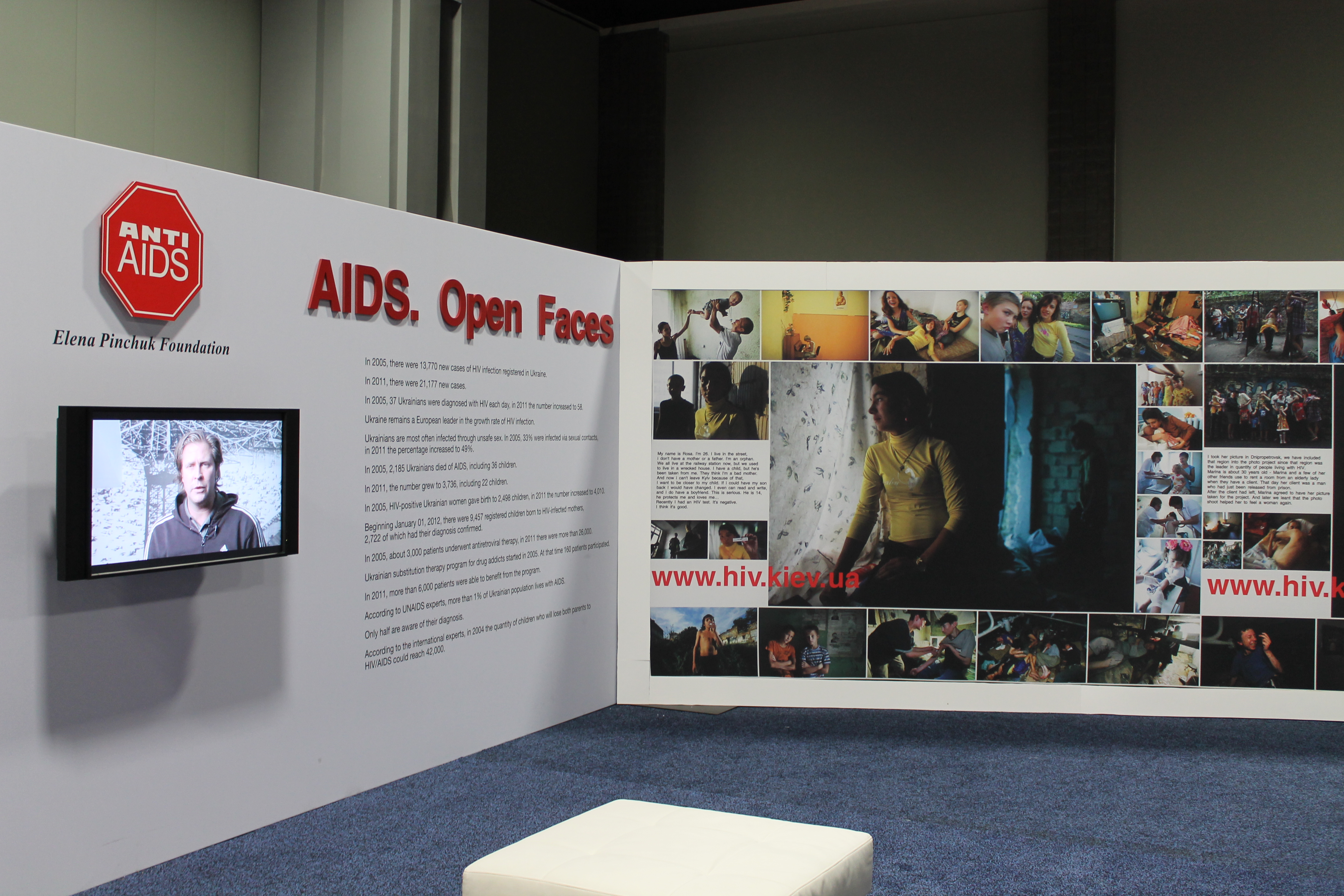
Conférence Internationale sur le sida à Washington en 2012

Des experts se réunissent pour une première en 1985 à Atlanta pour échanger des informations et établir des stratégies de prévention et de contrôle sur la maladie. Ainsi, en 1986, la deuxième Conférence internationale sur le SIDA a lieu à Paris sous les auspices de l’OMS. Le 4 juin 1989 s'est ouvert à Montréal la cinquième conférence internationale avec cette fois-ci l'affirmation publique des associations de malades à l'échelle internationale. À partir de 1996, elle se déroule tous les deux ans.

## Objectifs
En juillet 2024, la 25e Conférence internationale sur le SIDA, se déroule à Munich, en Allemagne, du 22 au 26 juillet 2024. L’événement réunit des personnes vivant avec le VIH, des acteurs de la riposte au VIH et des experts pour mener des reflexions autour des approches de solutions dans la lutte contre le VIH.